# Lissonotus ephippiatus
Lissonotus ephippiatus là một loài bọ cánh cứng trong họ Cerambycidae.